# Menaka borealis
Menaka borealis là một loài tò vò trong họ Ichneumonidae.